# 朱在錤
朱在錤（？—1655年1月26日（永曆八年十二月乙亥）），明朝宗室、南明政治與軍事人物。

## 生平
朱在錤是周定王朱橚的後裔，弘光年間和黃毓祺守衛江陰，戰敗後依附吳勝兆。永曆五年（1651年），監國魯王拜任他為兵部尚書、東閣大學士，負責督師江北，賜與尚方劍方便行事。到永曆八年（1654年）十二月，總兵陳德奉他在通州、泰州，棲身房基，稱東平王，聚眾千人響應張名振，朝廷改任他為兵部右侍郎、東閣大學士。很快他被部下告發，與將軍任啟祥、方鼎，總兵陳德、鄒魁吾在通泰戰死。

## 引用
1. 1 2  錢海岳《南明史·卷四·本紀第四》：（永曆八年）十二月丁巳朔，……陳德奉宗室朱在錤起兵通州、泰州。朱在錤兵部右侍郎、東閣大學士，督師江北。……乙亥，……大學士朱在錤，將軍任啟祥、方鼎，總兵陳德、鄒魁吾等戰通泰，死之。
2. 1 2  錢海岳《南明史·卷二十七·列傳第三》：在錤，周王裔。弘光時，與黃毓祺守江陰。兵敗，依吳勝兆。永曆五年，監國魯王拜兵部尚書、東閣大學士，督師江北，賜尚方劍，便宜行事。
3. ↑  錢海岳《南明史·卷二十七·列傳第三》：八年十二月，陳德奉之起兵通州、泰州，棲房基，稱東平王，有眾千人，將應張名振。為下所首，皆死。